# Vordere Lehen
Vordere Lehen (amtliche Schreibweise: Lehen (vordere); oberfränkisch: Leja) ist ein Gemeindeteil der Gemeinde Neudrossenfeld im Landkreis Kulmbach (Oberfranken, Bayern). Vordere Lehen liegt in der Gemarkung Brücklein.

## Geographie
Südlich der Einöde grenzt der Pfarrwald an, im Nordwesten befindet sich die bewaldete Anhöhe Lochberg (398 m ü. NHN). Ein Anliegerweg führt nach Neudrossenfeld zur Kreisstraße KU 11 (0,8 km südwestlich). Ein Wirtschaftsweg führt an Hintere Lehen vorbei zum Fichtelhof (0,6 km südöstlich).

## Geschichte
Im Urbar des Klosters Langheim von 1618 wurden 2 bebaute Sölden bei Brücklein „im Loch“ erwähnt. Loch bedeutet hier Wald oder Gebüsch. 1740 wurde der Ort „Leehen bei Brücklein“ und „Loch auf dem Leehen bei Brücklein“ genannt. Es gab zu dieser Zeit 3 Anwesen. 1838 kam es erstmals zur Unterscheidung zwischen Hintere und Vordere Lehen. Da die Anwesen auf unbebaute Lehen (≙ Ackerland eines Halbhofes) gegründet wurden, erhielten sie diesen Namen.
Gegen Ende des 18. Jahrhunderts bestand „Lehen und Loch“ aus 2 Anwesen (1 Gütlein, 1 Sölde). Das Hochgericht übte das bayreuthische Stadtvogteiamt Kulmbach aus. Der bambergische Langheimer Amtshof war Grundherr der beiden Anwesen.
Von 1797 bis 1810 unterstand der Ort dem Justiz- und Kammeramt Kulmbach. Mit dem Gemeindeedikt wurde Vordere Lehen dem 1811 gebildeten Steuerdistrikt Brücklein und der 1812 gebildeten gleichnamigen Ruralgemeinde zugewiesen. Am 1. Januar 1976 wurde Vordere Lehen im Zuge der Gebietsreform in Bayern nach Neudrossenfeld eingegliedert.

### Einwohnerentwicklung
| Jahr      | 001818 | 001861 | 001871 | 001885 | 001900 | 001925 | 001950 | 001961 | 001970 | 001987 |
| Einwohner | 11 *   | 5      | 5      | 9      | 8      | 5      | 7      | 5      | 6      | 6      |
| Häuser    | 2 *    |        |        | 1      | 1      | 1      | 1      | 1      |        | 1      |
| Quelle    | [ 8 ]  | [ 11 ] | [ 12 ] | [ 13 ] | [ 14 ] | [ 15 ] | [ 16 ] | [ 17 ] | [ 18 ] | [ 1 ]  |

## Religion
Vordere Lehen ist evangelisch-lutherisch geprägt und nach Neudrossenfeld gepfarrt.